# Stationsplein ('s-Hertogenbosch)

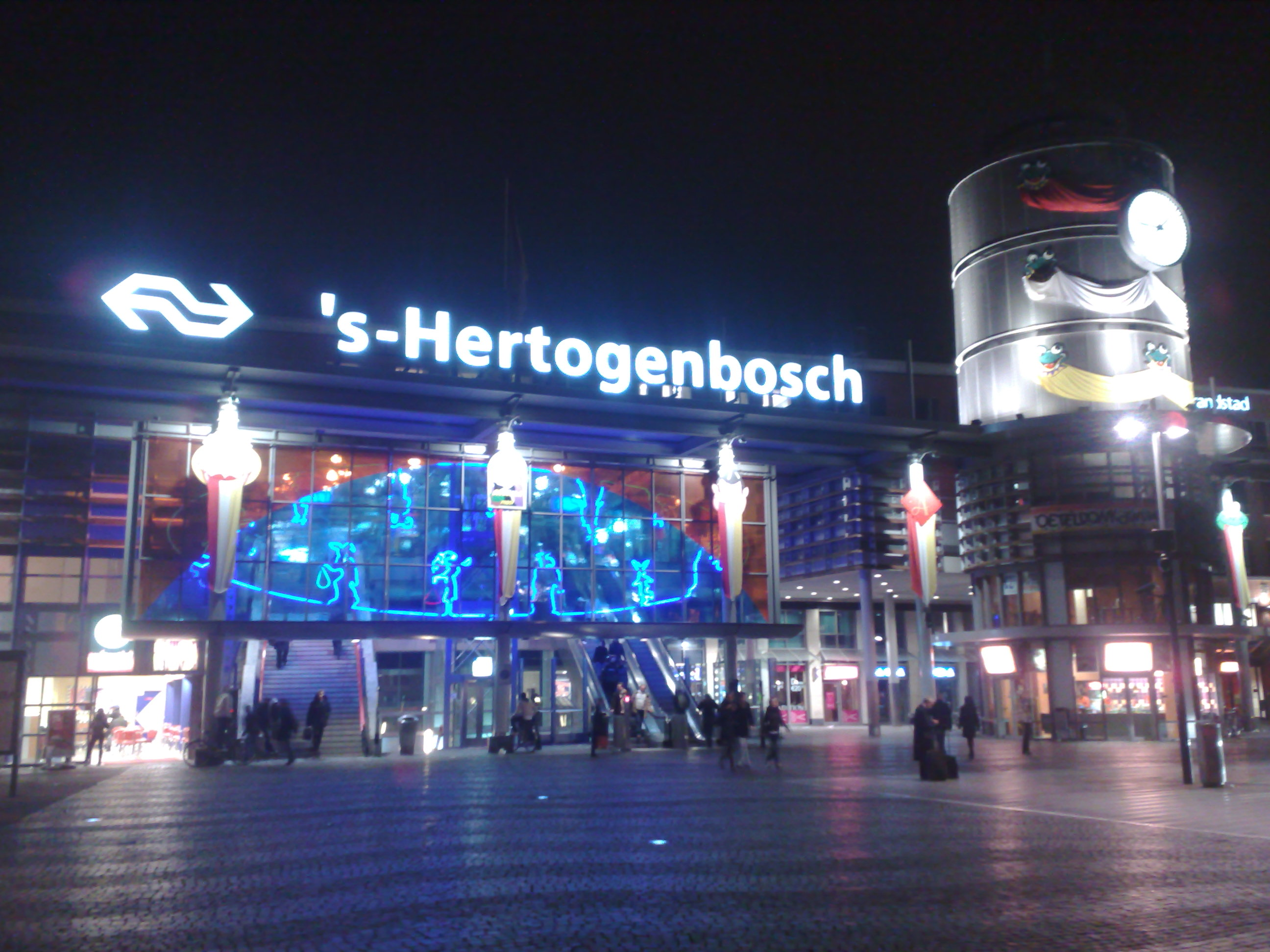
Een deel van het stationsplein

Het Stationsplein in Het Zand te 's-Hertogenbosch is een plein, waaraan station 's-Hertogenbosch is gevestigd. De Drakenfontein staat ook bij het plein.
Op het plein staat een andere fontein. Deze fontein heeft geen naam, maar werd in 1998 na de verbouwing van het plein tijdelijk de trappenfontein genoemd, omdat het water van kleine treden naar beneden klettert. Dit is geen spuitfontein, waarbij water de hoogte in wordt gespoten. 
De stads- en streekbussen vertrekken vanaf dezelfde perrons op het stationsplein. Dit in tegenstelling tot de situatie vóór 1998, toen de stads- en streekbussen niet bij elkaar stonden.